# Buda Koszelewska (stacja kolejowa)
Buda Koszelewska (biał. Буда-Кашалёўская; ros. Буда-Кошелёвская) – stacja kolejowa w miejscowości Buda Koszelewska, w rejonie budzkim, w obwodzie homelskim, na Białorusi. Położona jest na linii Homel - Żłobin - Mińsk.
Stacja powstała w XIX w. na linii Kolei Libawsko-Romieńskiej pomiędzy stacjami Sołtanówka i Siemienówka.